# Liste von Persönlichkeiten aus Sonvico
Diese Liste enthält in Sonvico geborene Persönlichkeiten und solche, die in Sonvico ihren Wirkungskreis hatten, ohne dort geboren zu sein. Die Liste erhebt keinen Anspruch auf Vollständigkeit.

## Persönlichkeiten
(Sortierung nach Geburtsjahr)
- Magistri Comacini [1]
  - Malfato (* um 1100 in Sonvico; † nach 1150 ebenda ?), Baumeister, baute die Kirche San Michele di Porcile bei Verona[2]
  - Domenico de Pietro de Sonvico (* um 1440 in Sonvico; † nach 1470 in Siena ?), Bildhauer und Baumeister[3]
  - Guglielmo di Giovanni da Sonvico (* um 1440 in Sonvico; † nach 1473 in Siena ?), Bildhauer[4]
  - Giovanni di Beltramo (* um 1440 in Sonvico; † nach 1473 in Siena ?), Bildhauer
  - Matteo (* um 1440 in Sonvico; † nach 1473 in Siena ?), Bildhauer
  - Giovanni di Jacopo (* um 1440 in Sonvico; † nach 1473 in Siena ?), Bildhauer
  - Alessio di Giovanni (* um 1440 in Sonvico; † nach 1473 in Siena ?), Bildhauer
  - Martino di Marzio (* um 1440 in Sonvico; † nach 1473 in Siena ?), Bildhauer
  - Giovanni di Talentino (* um 1440 in Sonvico; † nach 1473 in Siena ?), Bildhauer
  - Guglielmo di Andrea (* um 1440 in Sonvico; † nach 1473 in Siena ?), Bildhauer
  - Antonio de Dino (* um 1410 in Dino; nach 1441 in Florenz ?), Maler[5]
  - Giovanni da Sonvico (* um 1450 in Dino; nach 1511 in Siena ?), Bildhauer[6]

- Familie Sonvico. [7]

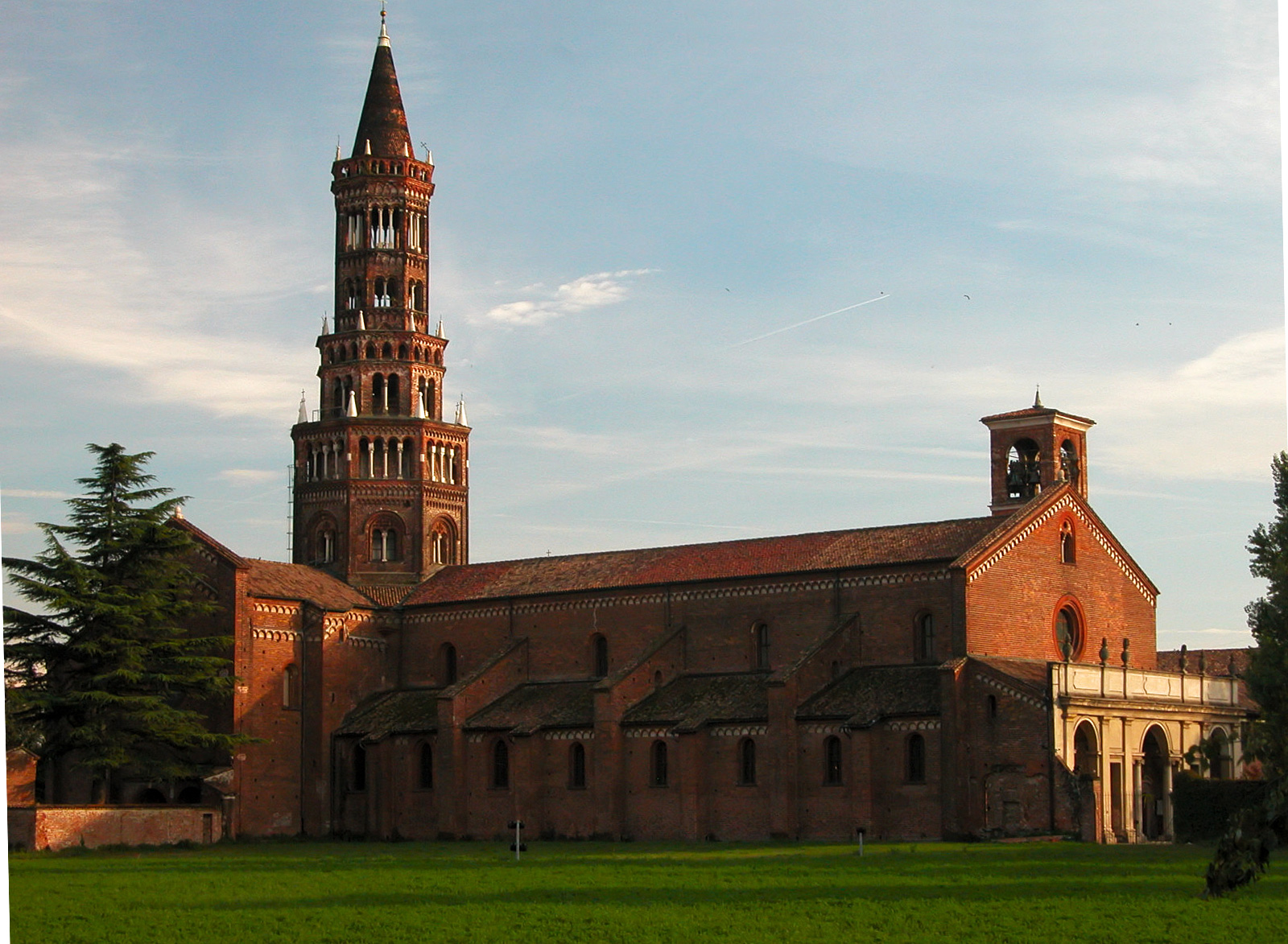
Kloster Chiaravalle Milanese

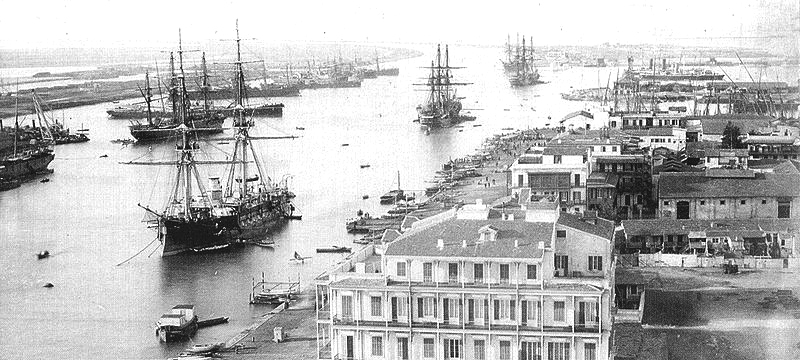
Suezkanal 1880

  - Pietro de Stefano da Sonvico (* um 1420 in Sonvico; † nach 1471 ebenda), Baumeister erstellte hydraulische Werke für die Republik Siena[8][7]
  - Pietro und Martino da Sonvico (* um 1425 in Sonvico; † nach 1498 ebenda), Söhne des Pietro, Baumeister, sie arbeiteten mit letzterem; Martino testierte 1498 zu Gunsten der Kirchen San Giovanni, San Martino und San Pietro von Sonvico[7]
  - Cristoforo Sonvico (* um  in Sonvico; † nach  ), Architekt, er war 1476 beim Bau des Klosters Chiaravalle Milanese genannt[7]

- Künstlerfamilie Sassi. [9][10]
  - Martino del Sasso (* um 1440 in Sonvico; nach 1500 in Lugano), Maler[9]
  - Silvestro del Sasso (* um 1465 in Sonvico; vor 1512 in Lugano), Maler[9]
  - Silvestro Sassi (* um 1500 in Sonvico; vor 1575 in Lugano), Maler, Freskant in Pambio und Sonvico[9]

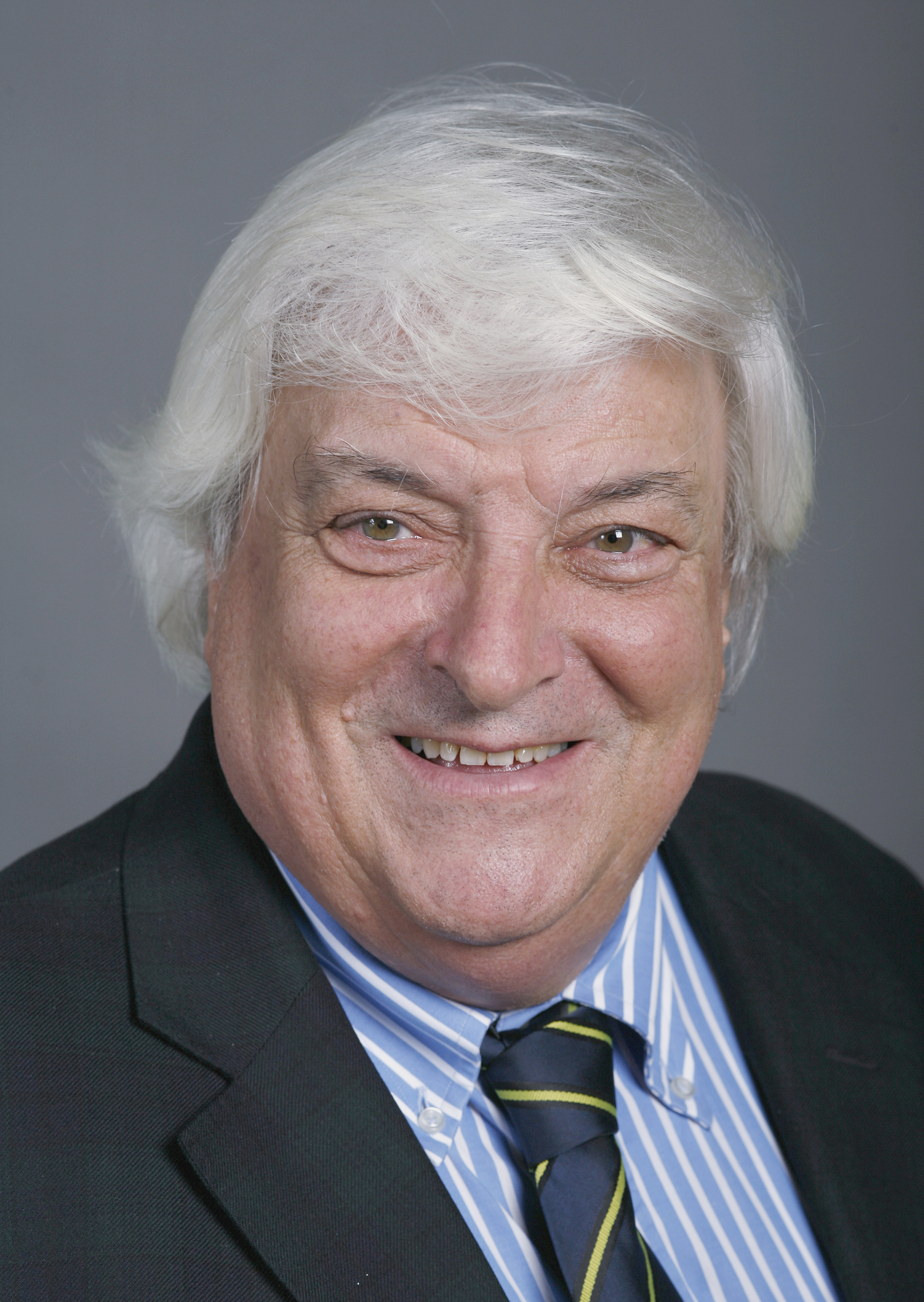
Attilio Bignasca (2007)

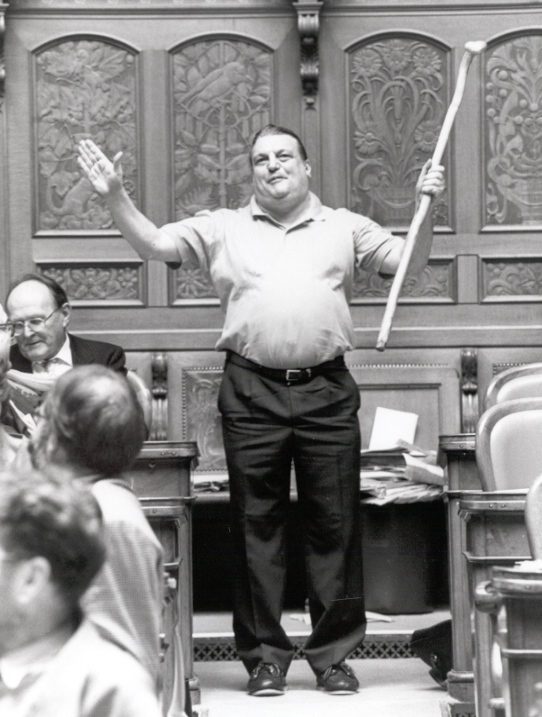
Giuliano Bignasca im Nationalratssaal (1995)

- Giacomo Lepori (1843–1898), Architekt, Ingenieur am Suezkanal und Politiker
- Pio Meneghelli (* 1861 in Sonvico; † 18. Juli 1912 in Locarno), aus Sonvico, Priester, Pfarrer von Verscio 1892–1912, Lokalhistoriker und Dozent, Autor[11]
- Carlo Soldati (* 1865 in Sonvico; † 16. September 1925 in Lugano), Priester, Pfarrer von Comologno, von Melide, hierauf 30 Jahre lang bis zu seinem Tode von Torricella, Verfasser von zwei Gedichtsamm ungen: Solitudo (1909); In chordis et organo (1921)[12]
- Pietro Meneghelli (* 1871 in Sonvico; † nach 1911 ebenda), Architekt, Zeichenlehrer, er restaurierte die Kirchen von Cadro und Hauterive[13]
- Bortolo Belotti (* 26. August 1877 in Zogno; † 24. Juli 1944 in Sonvico), Politiker, Historiker, Jurist und Dichter[14][15]
- Silvio Soldati (* 1885 in Sonvico; † 9. Juni 1930 ebenda), Architekt, baute namentlich den sogenannten Palazzo delle Dogane in Lugano[16]
- Otto Glaser (* 12. Februar 1915 in Basel; † 17. August 1991 in Sonvico), Künstler, Grafiker schuf Plakate. Ab den 1950er-Jahren wohnte er im Tessin[17]
- Pino Bignasca (* 9. Oktober 1921 in Sonvico; † 13. Oktober 2009 ebenda), Lehrer, Politiker PPD, Gemeindepräsident 1951–1979, Tessiner Grossrat (Präsident 1971), Präsident der Lega dei comuni rurali e montani und der Alleanza Patriziale.[18]
- Elio Ghirlanda (* 1925 in Dino; † 25. Mai 2015 in Lugano), Preis Maraini (1943), Dozent am Lyzeum von Lugano, Forscher am Vocabolario dei dialetti della Svizzera italiana, Direktor des kantonalen Ufficio dell’Insegnamento Medio Superiore in Bellinzona (1969–1973)[19][20][21]
- Attilio Bignasca (1943–2020), Unternehmer und Politiker (Lega dei Ticinesi)
- Mirto Bignasca (* 22. November 1943), Politiker (Lega dei Ticinesi), 2007–2015 Tessiner Grossrat[22]
- Giuliano Bignasca (1945–2013), Bauunternehmer, Verleger und Politiker (Lega dei Ticinesi)
- Luigi Gianini (* 12. November 1957; † 11. Juni 2022 beim Pizzo Cavergno), Psycholog, Psychotherapeut, Bergsteiger, Mitglied des Schweizer Alpen-Clubs (SAC), Mitgründer der Società Svizzera di Psichiatria Sociale. Sezione Svizzera Italiana, Sofrolog, Mitglied der Associazione Ticinese degli Psicologi, Kursleiter.